# Pietro Centranico
Pietro Centranico, o Barbolano (Heraclia, ... – dopo il 1032), fu il 28º doge della Repubblica di Venezia.

## Biografia
Non proveniva da una famiglia "nuova", ma nemmeno particolarmente importante. I Centranico, che sarebbero un ramo dei Barbolano (da qui il doppio cognome del doge, che assunse inoltre - secondo talune fonti - il cognome Salamon, dando origine all'omonima famiglia patrizia veneziana), compaiono nei documenti già nel 982 e poi ancora nei secoli seguenti, ma con frequenza scarsa; inoltre, nessun altro membro sembra aver raggiunto cariche di rilievo.
Fu eletto dall'assemblea dei nobili nel 1026, dopo la deposizione del predecessore.
Pietro Barbolano cercò di ottenere dall'imperatore d'occidente Corrado II il rinnovo dei privilegi commerciali, ma non ci riuscì; nel frattempo l'imperatore aveva costretto papa Giovanni XIX a convocare un sinodo per confermare la supremazia del Patriarca d'Aquileia, all'epoca Poppone, nei confronti del patriarcato di Grado, gradito invece a Venezia e Bisanzio. Gli ungheresi intanto, dopo il matrimonio del predecessore Ottone Orseolo con la principessa Elena di Ungheria, vantavano dei diritti sulla Dalmazia veneziana.
Approfittando dell'assenza da Venezia di Domenico Flabanico, responsabile della deposizione di Ottone Orseolo, nel 1030 gli Orseolo catturarono il doge, gli rasarono barba e capelli e lo esiliarono a Costantinopoli, richiamando in patria il loro parente. Questi non rientrò subito ma nominò reggente suo fratello Orso, patriarca di Grado; dopo un anno Ottone Orseolo morì in esilio e la sua famiglia elesse allora al dogado Domenico Orseolo. Il giorno successivo, l'assemblea popolare elesse invece Domenico Flabanico e Domenico Orseolo fuggì.
Secondo un'antica tradizione riportata da Marin Sanudo, che appare tuttavia poco attendibile, Pietro Centranico, prima di essere eletto doge, avrebbe trafugato da Costantinopoli il corpo di San Saba Abate per traslarlo nella chiesa di Sant'Antonin a Venezia.